# 록맨의 등장인물 목록
본 문서는 록맨 시리즈에 등장하는 인물들의 목록이다.

## 록맨 시리즈
록맨 (ROCKMAN)
본명은 록. 원래는 라이트가 만든 가정용 로봇이었으나 와일리의 세계 정복을 막기 위해 스스로 전투용으로 개조되었다.
롤 (ROLL)
라이트가 만든 또 하나의 가정용 로봇. 처음에는 집안일 이외에는 아무런 역할을 가지고 있지 않지만 8부터는 상점을 여는 등, 록맨을 돕게 된다. 높은 인기를 가지고 있다.
블루스 (BLUES)
라이트와 와일리가 공동으로 만든 유일한 로봇. 원래 범죄를 막기 위해서 만들어졌지만 정작 본인은 자신이 악용될 것을 고려하여 개인 행동을 하게 된다. 록맨이 위기에 처할 때마다 도와준다. 성능에 결함이 있지만 정작 본인은 그 사실을 모르고 있다.
러시 (RUSH)
라이트가 록맨을 돕기 위해 만든 도우미 로봇. 개의 모습을 하고 있으며 여러 가지 모습으로 변신하여 록맨을 돕는다.
에디 (EDDIE)
라이트가 만든 또 하나의 도우미 로봇. 작은 붉은 상자의 모습을 하고 있으며 여러 가지 도구들을 록맨에게 준다.
비트 (BEAT)
코삭이 카링카가 구출된 것을 감사하여 록맨을 돕기 위해 만든 도우미 로봇. 새의 모습을 하고 있으며 적과 싸우거나 록맨을 구조하는 역할을 맡고 있다.
라이토트 (RIGHTDOT)
인간형 도우미 로봇. 7부터 등장하며 록맨이 모으는 나사로 도구를 만들어 록맨을 돕는다.
포르테 (FORTE)
와일리가 록맨과 대적하기 위해 만든 로봇. 7부터 등장하며 강력하지만 성격이 제멋대로여서 가끔 와일리를 업신여기기도 한다.
고스펠 (GOSPEL)
와일리가 포르테를 보조하기 위해 록맨의 러시를 본따 만든 로봇. 늑대의 모습을 하고 있다.
메툴 (MET)
겉보기에는 공사장 헬멧처럼 생겼지만 가까이 다가가면 안전모 밑에 있는 얼굴을 드러내며 탄을 쏘아 공격한다. 엄청나게 많이 나오고 한 대 맞으면 터지는 형편없는 적이지만 일단 안 전모를 쓰고 있는 상태에서는 극소수의 무기를 제외한 모든 공격에 면역이다.
토마스 라이트 (THOMAS LIGHT)
미국 태생의 로봇 공학의 제1인자. 평화주의자의며 한때, 와일리와 우호적이었으나 와일리가 세계 정복을 목적으로 공업용 로봇들을 조종하자 록을 록맨으로 개조하여 와일리의 아먕을 막아낸다. 엑스를 만든 장본인이기도 하다.
알버트 W. 와일리 (ALBERT W. WILY)
세계 정복을 꿈꾸는 악의 과학자. 원래는 라이트와 우호적이었으나 자신의 이론이 라이트에게 밀린 탓에 남들로부터 외면당하였고 이로 인해 세계 정복을 꿈꾸게 된다. 처음에는 라이트의 공업용 로봇들을 조종하지만 2부터는 직접 로봇을 만든다. 제로를 만든 장본인이기도 하다.
미하일 S. 코사크 (MIKHAIL S. COSSACK)
러시아 태생의 로봇 공학자. 4에 등장하며 평화주의자이지만 자신의 딸 카링카가 와일리에게 납치되자, 그의 협박에 의해 사악한 로봇들을 만들어 록맨을 위협한다. 그러나 블루스에 의해 카링카가 구출된 뒤에는 잘못을 뉘우친다. 비트를 만든 장본인이기도 하다.

## 록맨 X 시리즈
엑스 (X)
- 엑스 (X) CV:오가타 메구미(X1) / 이토 켄타로(X4) / 모리쿠보 쇼타로(X5~X7) / 사쿠라이 타카히로(X8 ~)

현(現) 이레귤러 헌터 제17 정예 부대 대장. 케인 박사에 의해 발굴 되었으며 매우 실력이 뛰어나지만 성격이 냉철하지 못해서 이레귤러를 파괴할 때 머뭇거리는 면이 있어서 헌터 등급은 B급에서 올라가지 못하고 있다고 한다. (록맨X5에서의 설정) 세계의 평화를 지켜온 영웅과 같은 존재. 닥터 라이트에 의해 만들어진 구형 로봇, 모든 레프리로이드의 조상.
제로 (ZERO)
액셀 (AXL)
- 라이트 박사 (Dr.Light)

록맨과 엑스를 만든 장본인. 엑스가 위험에 처해 있을 때 가끔 나타나서 도와주곤 한다. 엑스의 파츠를 제공해준다. 백년전 와일리와의 싸움을 대비해 자신이 연구한 모든 기술을 쏟아부어 엑스를 만들었다. 그리고 캡슐에 엑스를 봉인했다.
시그마 (SIGMA, Σ)
바바 (VAVA)
전(前) 이레귤러 헌터. A급 헌터였으며, 항상 라이드 아머를 타고 다닌다. X1에서 등장하며, 시그마의 회유에 넘어가 시그마의 심복이 되었다. 항상 라이드 아머를 타고 다닌다. 제로에 의해 라이드 아머가 파괴된 후 엑스에게 죽음을 당했다. 파괴를 주저하는 엑스를 엄청나게 증오하고 있으며, 실제로 X1(이레귤러헌터X)에서 엑스를 끝장낼 뻔 했으나 제로의 도움으로 무산되었다. X3, X8에서도 부활하지만 엑스와 일행들에게 당하고 만다.
하지만 X3에서 도플러 박사에 의해 바바 MK-2로 부활하지만 엑스에게 또다시 파괴된다. 후에 X8에서 시그마의 심복 역할로 재등장한다.
메툴 (MET)
본래는 록맨 클래식에서만 등장했지만 록맨 X 시리즈에도 등장한다. 원조 록맨 보다 공격력 등이 강화된 엑스의 공격도 다 튕겨내는 엄청난 강함을 보인다. 이후 록맨 제로, 에그제, 젝스시리즈에도 등장한다.
케인 박사 (Dr.Kane).
시그마를 만든 장본인으로, 엑스를 처음 발견하기도 했다.
카운터 헌터 (COUNTER HUNTER)
X2에서의 시그마가 용병으로 고용한 현상금 사냥꾼들이다. 바이올렌(파워에 특화), 사게스(지능에 특화), 아질(스피드에 특화)로 구성.
도플러 박사(Dr.Doppler)
X3에서 나오며, 비트&바이트를 만든 사람이다. 모든 이레귤러들을 저지했으나 도펠타운을 만들어 이레귤러를 다시 부활시켰다. 시그마를 부활시킨 장본인.
비트 & 바이트 (Beat & Byte)
도플러 박사의 심복으로, 박사의 명령을 받고 엑스를 방해한다. 나중에는 합체하여 엑스와 전투를 벌이지만 패하여 죽고 만다.
더블 (Double) CV마츠모토 야스노리
X4부터 등장하는 엑스를 도와주는 신참 레프리로이드였지만 진짜 정체는 시그마의 스파이. 파이널 웨폰 스테이지1번째에서 등장하는 보스. 약점은 더블 사이클론
아이리스 (Iris)
커넬 (Colonel) CV야마노이 진
록맨 X4에 등장하는 레플리포스의 사령관으로 아이리스의 오빠. 제로의 라이벌로 제로처럼 세이버를 사용한다. 엑스 시나리오에서는 4명의 보스 클리어 후에 배틀. 제로 시나리오 부분에서는 아이리스의 난입으로 배틀하지 않고, 건너 뛴다. 엑스/제로 8보스 모두 쓰러뜨린 뒤에 배틀. 약점은 X: 프로스트 타워, Z: 빙열참
제너럴 (GENERAL)
에이리아 (Alia)
더글라스 (Douglas)
X5부터 등장. 엑스와 제로가 획득한 파츠를 가공하는 역할을 맡고 있다.
시그너스 (Cygnus)
X5부터 등장. 헌터 베이스의 총대장을 맡고 있다.
다이나모 (Dynamo) CV모리쿠보 쇼타로
시그마의 부하인 정체불명의 레프리로이드. 록맨 X5부터 등장하며, 빔세이버를 주무기로 사용한다. 사사건건 엑스와 제로를 방해한다. X6에서도 등장하나 워프존에서만 등장하는 보스.
약점은 록맨 X5: 윙 스파이럴, 질풍 X6: 메테오 레인, 원수참
게이트 (Gate)
아이조크 (Isoc)
하이맥스 (High-Max)
레드 (Red) CV오오츠카 아키오
X7에서 등장. 바운티 헌터 집단 '레드 얼럿'의 리더. 기억을 잃은 엑셀을 주워다 키운 장본인이다. 따라서 엑셀은 그를 무척 신뢰하고 따르고 있었으며 어느 날엔가 나타난 시그마가 엑셀의 능력을 이용하기를 권유했고, 그리하여 자신들을 강화시키기 위해 엑셀을 이용하기 시작한다.

## 록맨 제로 시리즈
제로
시엘
카피엑스
시엘이 다크엘프의 봉인으로 사라진 엑스의 공석을 매꾸기 위해 카피했지만 평화를 바라는 시엘과는 달리 반대의 결과를 낳고 말았다.
팬텀
카피엑스를 따르는 사천왕의 리더. 닌자의 모습을 하고 있으며, 수리검과 거대표창을 주무기로 사용한다. 록맨 제로1에서 제로에 의해 죽음을 당했다.(엄밀히 말하면, 자폭한 것이다.)
하르퓨이어
사천왕 중 한명. 전(電) 속성의 공격이 주특기. 제로를 만난 이후로 다른 사천왕들과는 좀 다른 생각을 갖게 된다.
파브닐
성우 : 나카이 카즈야
사천왕 중 한명. 염(炎) 속성의 공격이 주특기. 매우 호전적인 성격이다.
레비아탄
사천왕 중 한명이자, 사천왕의 홍일점. 빙(氷) 속성의 공격이 주특기. 하르퓨이어를 '어린애', 파브닐을 '전투바보'라고 부르곤 한다.
Dr. 바일

## 록맨 ZX 시리즈
반
지르웨와 운송업을 하다 우연히 록온(ROCK ON)하여 모델 X가 된 뒤 소중한 것을 지키기 위해 운명의 싸움의 돌입한다.
엘
지르웨와 운송업을 하다 우연히 록온(ROCK ON)하여 모델 X가 되어 싸움의 돌입하나 적들도 인하여 과거를 절망한다.
지르웨
반(엘)을 키워준 부모와 같은 존재이자 선배, 운송장이기도 하고 동시에 가디언의 멤버이다.
프레리
가디언의 2대 총사령관. 실종된 언니의 뒤를 이어 가디언이 총사령관이 되었다. 포인트는 고양이 인형
세르판
사람들에게는 영웅 취급을 받지만 사실 모델 V를 이용하여 음모를 꾸미고 있다.
판도라
베일에 쌓여있는 수수께끼의 소녀. 록맨의 운명의 게임을 진행하는 역을 한다. 겉으로는 약 12세 소녀의 모습이지만, 실제로는 200세가 넘는다고 한다.
프로메테
판도라의 오빠로, 헌터들 사이에서는 사신으로 불린다. 겉으로는 약 16세 소년의 모습이지만, 실제로는 200세가 넘는다고 한다.
그레이
기억을 잃은 의문의 소년. 판도라에게 쫓기다 싸움에 말려든다.
애쉬
어릴적의 기억이 없는 소녀 헌터. 우연히 록맨으로 변신하여 싸움에 말려든다.
알버트
레기온스의 최고 권위자인 3현자 중 한 명으로 모델 V로 음모를 꾸민다.